# Сажелка

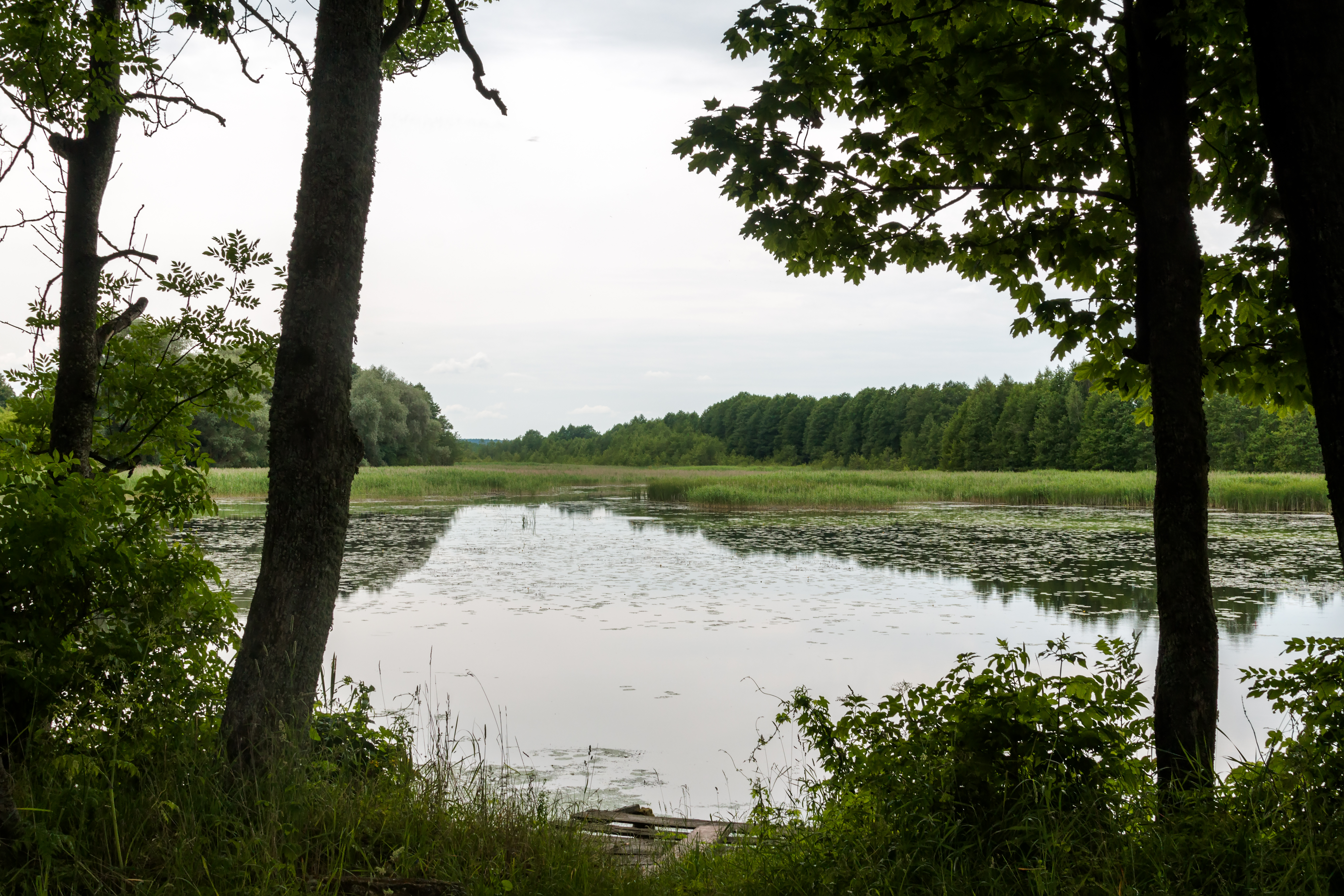
Сажалка на реке Зельвянка в усадьбе Бохвицев.

Са́желка (са́жалка) — искусственный водоём, яма, небольшой пруд, расширенный углубленный родник в низменной части берега реки, а также называют речное судно, приспособленное для сохранения живой рыбы.

## Описание
Контаминированное слово происхождением от белорусского: сажалка — тождественно «садок для рыбы», сажать в значении «помещать рыбу», коноплю для вымачивания; от украинского: водоём для хозяйственных нужд; от польского: sadzawka — пруд.
Сажелки заполнялись водой во время разлива реки или подпитывались прибрежными родниками. Вода в них использовалась для различных хозяйственных нужд: стирки, замачивания пеньки и льна, разведения рыбы. В сажелках могла также оставаться рыба после половодья.

В. И. Даль объясняет значение этого слова как «запруда, колдобина с водой».
А вот описание дворянской усадьбы села Подкопаево в Мещовском районе Калужской области: «На территории парка находится сажелка. Сажелкой называют водоём для  рыбы, выловленной в большом пруду, который находился в каждой усадьбе, в том числе и в Подкопаево. Название происходит от слова «садить» или «садок». То есть связано с рыбоводством. Расположена сажелка в парке, в окружении деревьев. По форме она представляет собой прямоугольник. Такая форма сажелки характерна для парков XVIII—XIX вв.»
П. И. Малицкий в «Тульских церковно-приходских летописях» так описывает происхождение названия села Лужны: название села происходит от слов «лужи, лужены» — так назывались в селе сажелки при реке, которых в прежнее время было очень много.